# ألكسيس أرياس
ألكسيس أرياس (بالإسبانية: Alexis Arias)‏ هو لاعب كرة قدم بيروفي، ولد في 13 ديسمبر 1995 في Bellavista District ‏ في بيرو. لعب مع نادي ميلغار أريكيبا.

## وصلات خارجية
- ألكسيس أرياس على موقع قاعدة بيانات كرة القدم.إي يو (الإنجليزية)
- ألكسيس أرياس على موقع ناشيونال فوتبول تيمز (الإنجليزية)
- ألكسيس أرياس على موقع Soccerway.com (الإنجليزية)